# Waldemar Baszanowski

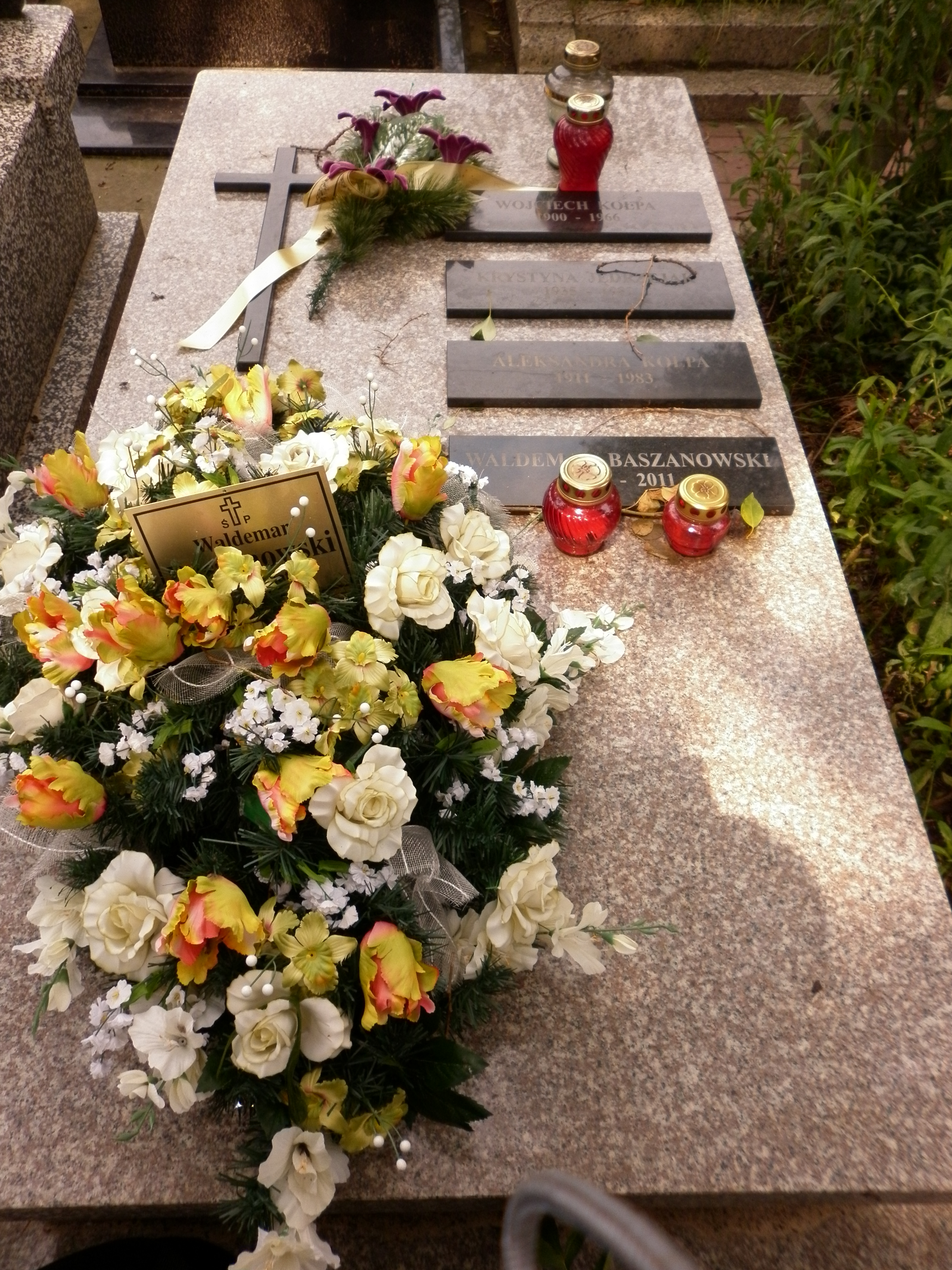
Phần mộ của Waldemar Baszanowski tại Nghĩa trang trên Phố Wałbrzyska, Służew, Warsaw

Waldemar Romuald Baszanowski (sinh ngày 15 tháng 8 năm 1935 - mất ngày 29 tháng 4 năm 2011) là một vận động viên cử tạ hạng nhẹ (dưới 67,5 kg) người Ba Lan. Năm 1969, Waldemar Baszanowski được bình chọn là Nhân vật thể thao của năm của Ba Lan.

## Tiểu sử
Trong toàn bộ sự nghiệp, Waldemar Baszanowski lập được 24 kỷ lục thế giới và 61 kỷ lục quốc gia. Waldemar Baszanowski đã giành được huy chương vàng tại Thế vận hội 1964 và 1968, năm chức vô địch thế giới và năm huy chương bạc, mang lại cho ông tổng cộng 10 huy chương, một thành tích chưa từng có trong lịch sử (cho đến nay).
Người vợ đầu của Waldemar Baszanowski tên là Anita. Bà không may qua đời trong một vụ tai nạn xe cộ xảy ra vào ngày 8 tháng 7 năm 1969 khi ông là người lái xe. Waldemar Baszanowski và con trai may mắn sống sót.
Năm 1999, Waldemar Baszanowski trở thành Chủ tịch Liên đoàn Cử tạ Châu Âu.
Năm 2007, sau một cú ngã từ trên cây xuống trong vườn, Waldemar Baszanowski gãy lưng và bị liệt từ cổ trở xuống. Sau 4 năm nằm bất động, ông mất ngày 29 tháng 4 năm 2011 tại Warsaw, hưởng thọ 75 tuổi.